# أخصر المختصرات
أَخصَرُ المُختَصَرات () هو أحد المتون المُعتمدة في المذهب الحنبلي، من تأليف ابن بَلْبان الحنبلي الدمشقي (1006- 1083هـ / 1598- 1672م) اختصره من كتابه كافي المبتدي.
لم يُصرِّح ابن بلبان بتاريخ بداية كتابته لأخصر المختصرات، ولكن ذُكر في أقدم نسخة له أن تاريخ انتهائها في نهار الأربعاء 16 رمضان 1054هـ، أي قبل وفاته بتسعٍ وعشرينَ سنة. وصرَّح في مقدِّمة الكتاب أن سبب تأليفه لأخصر المختصرات هو اختصار كتابه كافي المبتدي حتى يسهُلَ حفظه على المبتدئين، وصرَّح باسم الكتاب في مقدِّمته وسمَّاه "أخصر المختصرات".
عُرف عن ابن بلبان كثرة نسخه لكتاب أخصر المختصرات فوُجدت أكثر من مخطوطة له، وتوفَّرت حتى الآن أربع مخطوطات بخطِّ المؤلف، وهي محفوظة في المكتبات ودور النشر والمؤسسات الحكومية، وطُبع الكتاب عدَّة طبعات من أبرزها طبعتا دار البشائر الإسلامية ودار ركائز.
شرح الكتابَ عددٌ من العلماء، منها الشروح المطبوعة والصوتية، ومن أبرز أصحاب شروح أخصر المختصرات المطبوعة: عبد الرحمن البعلي، وعثمان بن جامع، وابن بدران، وابن جبرين، وصالح الفوزان، وأحمد بن ناصر القعيمي، وعامر بهجت. ومن الذين شرحوه صوتيًّا: سامي الصقير، ومحمد بن أحمد باجابر، وعبد السلام الشويعر، وخالد المشيقح وأحمد بن ناصر القعيمي وابن جبرين ومطلق الجاسر.
أثنى العلماء كثيرًا على كتاب أخصر المختصرات لما له من فوائدَ في اختصار مسائلِ المذهب الحنبلي، فنال مكانةً رفيعةً عند الحنابلة، حتى أصبح من المتون المعتمَدة في المذهب.

## المؤلف

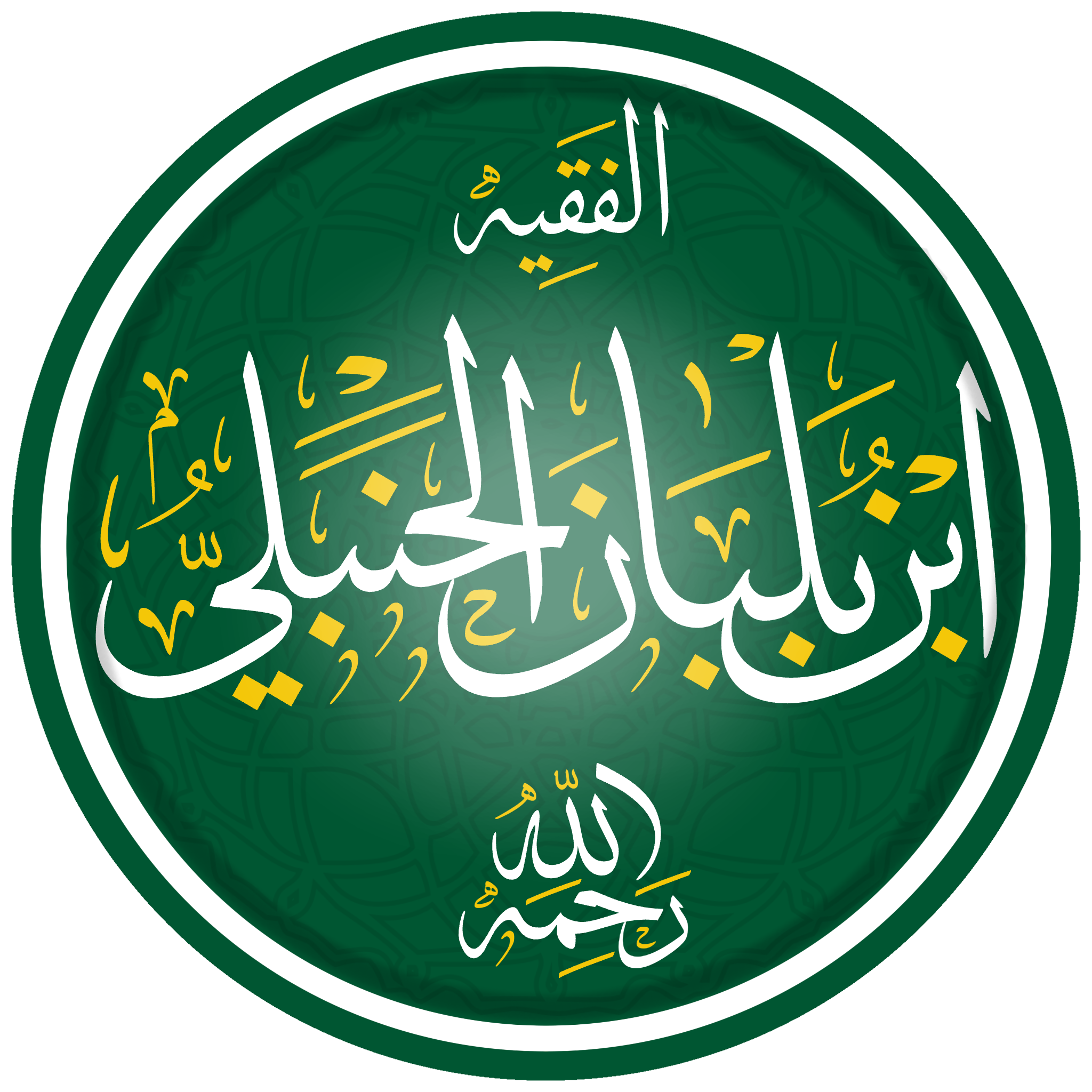
تخطيط اسم ابن بلبان الحنبلي بخط الثُّلُث.

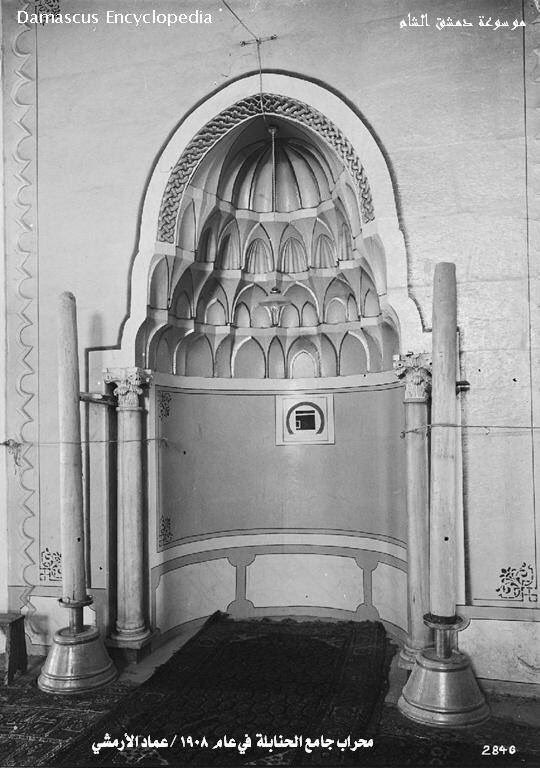
محراب جامع الحنابلة بدمشق (صورة من عام 1908).

هو شيخ الإسلام شمس الدين أبو عبد الله محمد بن بدر الدين بن عبد القادر بن محمد بن بلبان البعلي الدمشقي الصالحي الخزرجي الحنبلي المعروف اختصارًا بـ ابن بلبان الحنبلي، وُلِد بدمشق سنة 1006هـ/1598م ظنًا منه، تعلَّم الفقه فأخذ من الشهاب أحمد بن علي المفلحي والشهاب أحمد العيثاوي والشمس الميداني والنجم الغزي وغيرهم وأخذ عنه أبو المواهب الحنبلي وعبد القادر بن عبد القادر بن عبد الهادي وحمزة الرومي وابن العماد الحنبلي وغيرهم، وتعلَّم الحديث فسمع من الشهاب أحمد العيثاوي والشمس الميداني، تولَّى خطابة جامع الحنابلة وكان الناس يقصدون الجامع للصلاة خلفه، تُوفِي بدمشق في ليلة الخميس 9 رجب 1083هـ/1672م، ودُفن بسفح جبل قاسيون في الطرف الشرقي بالقرب من الروضة، وله من المُصنَّفات: مختصر الإفادات في ربع العبادات والآداب وزيادات، وقلائد العقيان في اختصار عقيدة ابن حمدان وأخصر المختصرات وكافي المبتدي ورسالة في قراءة عاصم (إحدى القراءات العشر المتواترة) وبغية المستفيد في أحكام التجويد والرسالة في أجوبة أسئلة الزيدية والآداب الشرعية ومناسك الحج، وأجمع كل من ترجم له بوصفه بالعلم والاشتغال به، ووصفه أيضًا بالزهادة والصلاح والعبادة.

## زمن التأليف
لم يُصرِّح ابن بلبان بتاريخ بداية كتابته لأخصر المختصرات أو انتهائه، ولكن ذكر تاريخ انتهائه لنَسْخ الأخصر وأقدمِها نسخة عبد الله الدحيان التي ذكر تاريخ الانتهاء منها في خاتمتها، وانتهى منها في نهار الأربعاء 16 رمضان 1054هـ؛ أي قبل وفاته بـ 29 سنة، وآخرها نسخة مكتبة مصطفى أفندي وذكر في خاتمتها تاريخ الانتهاء منها في نهار الثلاثاء 8 محرم 1063هـ؛ أي قبل وفاته بـ 21 سنة.

## سبب التأليف
صرَّح ابن بلبان في مقدمة الكتاب أن سبب تأليفه لأخصر المختصرات هو لاختصار كتابه كافي المبتدي وحتى يسهُل حفظه على المبتدئين، وقال في مقدمة الكتاب: «فقد سَنَح بِخَلَدي أن أختصر كتابي المُسمَّى بكافي المبتدي، الكائن في فقه الإمام أحمد بن محمد بن حنبل الصابر لحُكم الملك المبدي؛ ليَقْرُب تناوُله على المبتدئين، ويَسْهُل حفظه على الراغبين، ويَقِلَّ حجمه على الطالبين».

## اسم الكتاب

الطبعة التاسعة عشر من كتاب أخصر المختصرات صادرة عن دار البشائر الإسلامية سنة 2021، يظهر في غلاف الطبعة الزيادة المذكورة بعد "أخصر المختصرات" وذلك لاعتماده على عنوان نسخة عبد الله الدحيان

صرَّح ابن بلبان باسم الكتاب في مقدمته وقال: «سمَّيتُه "أَخْصَر المُخْتَصَرَات" لأني لم أقف على أخصرَ منه جامعٍ لمسائله في فقهنا من المؤلَّفات»، وذكره جماعة من الحنابلة المتأخرين بهذا اللفظ مثل عبد الرحمن البعلي في شرحه المُسمى بكشف المخدرات، وابن حميد في كتابه السحب الوابلة، واللبدي في حاشيته لكتاب نيل المآرب، وابن بدران في كتابه المدخل، وذكره الزِّرِكْلي في موسوعته الأعلام، ولكن وردت زيادات على الاسم في أغلفة نسخ الأخصر بعد العنوان الرئيس، ففي نسخة عبد الله الدحيان ذُكر اسم الكتاب: "كتاب أخصر المختصرات في الفقه على مذهب الإمام أحمد بن حنبل"، وفي نسخة دار الكتب القطرية ذُكر باسم: "كتاب أخصر المختصرات في الفقه على مذهب الإمام المبجل أحمد بن حنبل"، وفي نسخة المكتبة الأحمدية ذُكر باسم: "كتاب أخصر المختصرات في الفقه على مذهب الإمام المبجل والحبر المفضل أحمد بن محمد بن حنبل"، ويُرجَّح أن الزيادة المذكورة بعد أخصر المختصرات ليست جزءًا من اسم الكتاب، ويدعم ذلك أن الذين ترجموا للمؤلف وشرحوا الكتاب اقتصروا بذكر اسمه على: "أخصر المختصرات" دون الزيادات المُضافة.

## المنهج
نظرًا لكون كتاب «أخصر المختصرات» في الأصل اختصار لكتاب «كافي المبتدي» فقد سار ابن بلبان في منهجه على المنهج نفسه الذي سار عليه في «كافي المبتدي» ويُمكن إجماله كما يلي:
1. الاقتصار على القول المُعتمد المُفتَى به في المذهب الحنبلي في الجملة.
2. الاكتفاء بتسمية العناوين كتبًا وتتفرع من هذه الكتب فصول، وأحيانًا تتفرع من الكتب أبواب، وغالبًا تُترك الفصول دون اسم ونادرًا ما تُسمَّى.

## المخطوطات

### نسخة عبد الله الدحيان

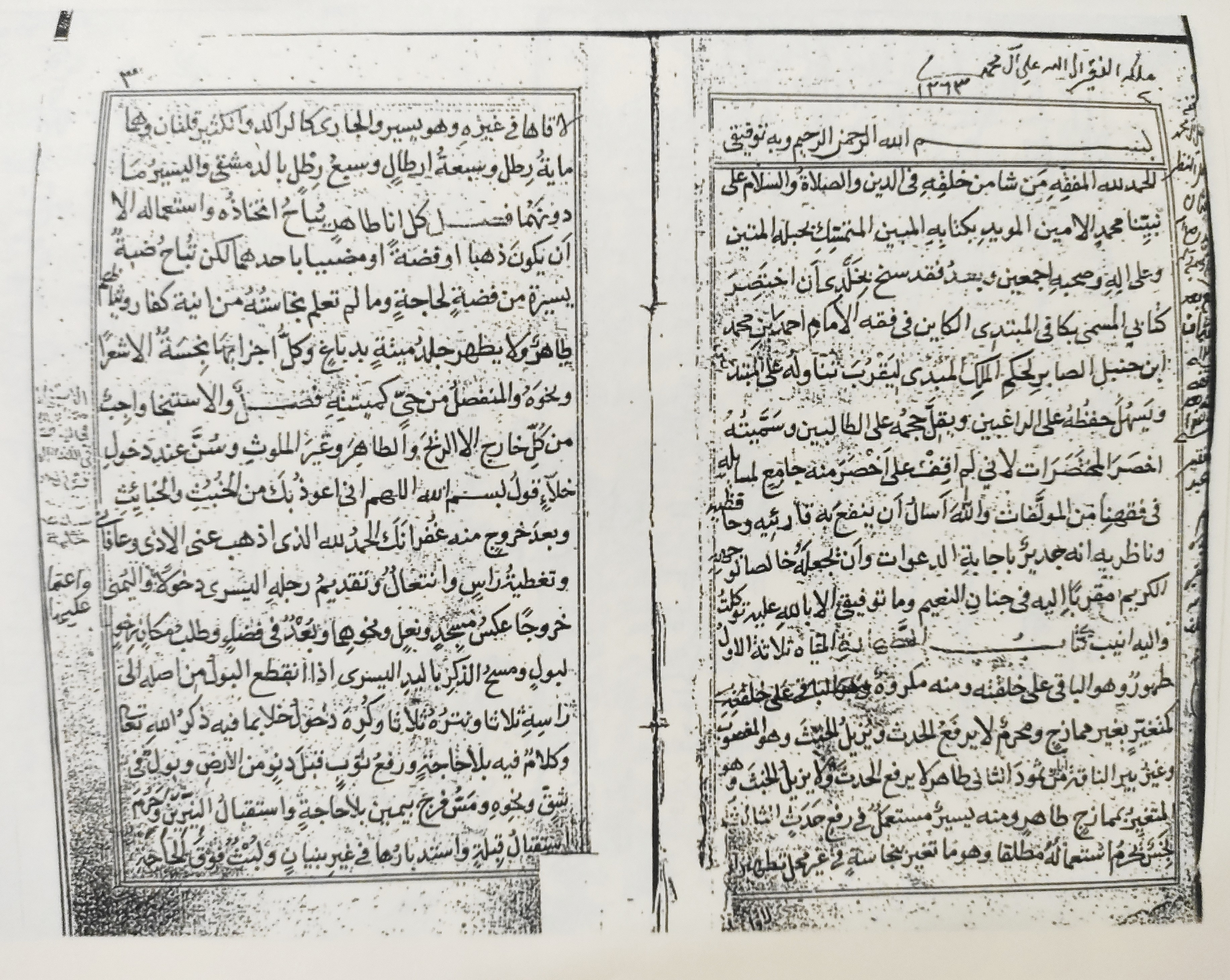
أول صفحتين من مخطوطة أخصر المختصرات من نسخة عبد الله الدحيان

كان الشيخ عبد الله الدحيان حريصًا على اقتناء الكتب المخطوطة والمطبوعة منها في زمانه، وكان جل تركيزه على الكتب المخطوطة وقد حصل على كثيرٍ منها بفضل وكلائه في بريدة وعنيزة وأشيقر والمجمعة الذين يرسلون له ما يَلقون من الكتب إلى الكويت لذلك أصبحت مكتبته من أنفس المكتبات، ومما تحتويه مخطوطةٌ من كتاب أخصر المختصرات بخط المؤلف ابن بلبان تُعدُّ حتى الآن أقدم نسخةٍ لمتن أخصر المختصرات، كتبها المؤلف بخط جيِّد مع الضبط والتشكيل لأكثر الكلمات وانتهى من نسخها في نهار الأربعاء 16 رمضان 1054هـ، وكانت في أملاك أمين الدين النوري سنة 1074هـ كما هو في طُرَّة المخطوط ثم أصبحت وقفًا في أملاك عبد الله بن خلف بن دحيان الحنبلي كما في آخر المخطوط، ولها نسخة مُصوَّرة في مكتبة محمد بن سليمان الجراح، وهي حاليًا مودعة في مكتبة الموسوعة الفقهية بوزارة الأوقاف الكويتية تحت رقم 204 وتقع في 43 ورقة وعدد أسطر الورقة 17 سطرًا ومقاسها 20×14 سم، واعتُمدت هذه المخطوطة في طبعتي دار البشائر الإسلامية ودار ركائز.

### نسخة دار الكتب القطرية
عُرفت دار الكتب القطرية بامتلائها المخطوطات النادرة القديمة لذلك كان يقصدها الباحثون العرب للكشف عن أسرار تلك المخطوطات، ومن ضمن المخطوطات التي احتوتها نسخة مُصحَّحة مُلوَّنة لكتاب أخصر المختصرات يُرجَّح أنها بخط المؤلف، تتميز هذه النسخة عن سابقتها بتباعد الكلمات واحتوائها على تصحيحات وتعليقات وحواش وضبط لأكثر الكلمات، ولكن احتوت على 37 ورقة فقط فقد سقط منها ما يُقارب 6 ورقات لذلك لا يُعرف تاريخ كتابتها والانتهاء منها، وتوجد آثار رطوبة على بعض الأوراق مما يجعل بعض الكلمات غير واضحة أحيانًا ويبدو أن أحد مُلَّاكها قام بإكمال سقط بعض هذه الكلمات مما يظهر تغيُّرًا واضحًا في طريقة الكتابة من ناحية الخط؛ ويُرجِّح المحققان عبد العزيز بن عدنان العيدان وأنس بن عادل اليتامى أن الذي أكمل النقص هو عبد القادر التغلبي بسبب التشابه بين خطه والخط المكتوب، ودخلت هذه النسخة في أملاك ابن بدران في 20 رمضان 1293هـ بحسب المكتوب على ورقة العنوان وقام بتحشيتها ونقل حواشيه من كتب الحنابلة المتأخرين مثل كتاب نيل المآرب وشرح العمدة وكافي المبتدي، ويُرجَّح أن ابن بدران امتلك النسخة من مكتبة جده - والد والدته - كما صرح في مقدمة حاشيته: «أخذت أُنقِّب في خزانة مكتبتي وفيما أبقاه الزمان من خزانة كتب جدي والد والدتي الفقيه الشيخ أحمد بن مصطفى بن حسين رمضان المعروف بالنعساني…فظفرت من بقايا كتبه بكتاب "أخصر المختصرات" بخط مؤلفه»، واعتُمدت هذه المخطوطة في طبعة دمشق 1339هـ/1921م والمطبعة السلفية بمصر 1370هـ/1951م وطبعة دار البشائر الإسلامية وطبعة دار ركائز.

### نسخة المكتبة الأحمدية

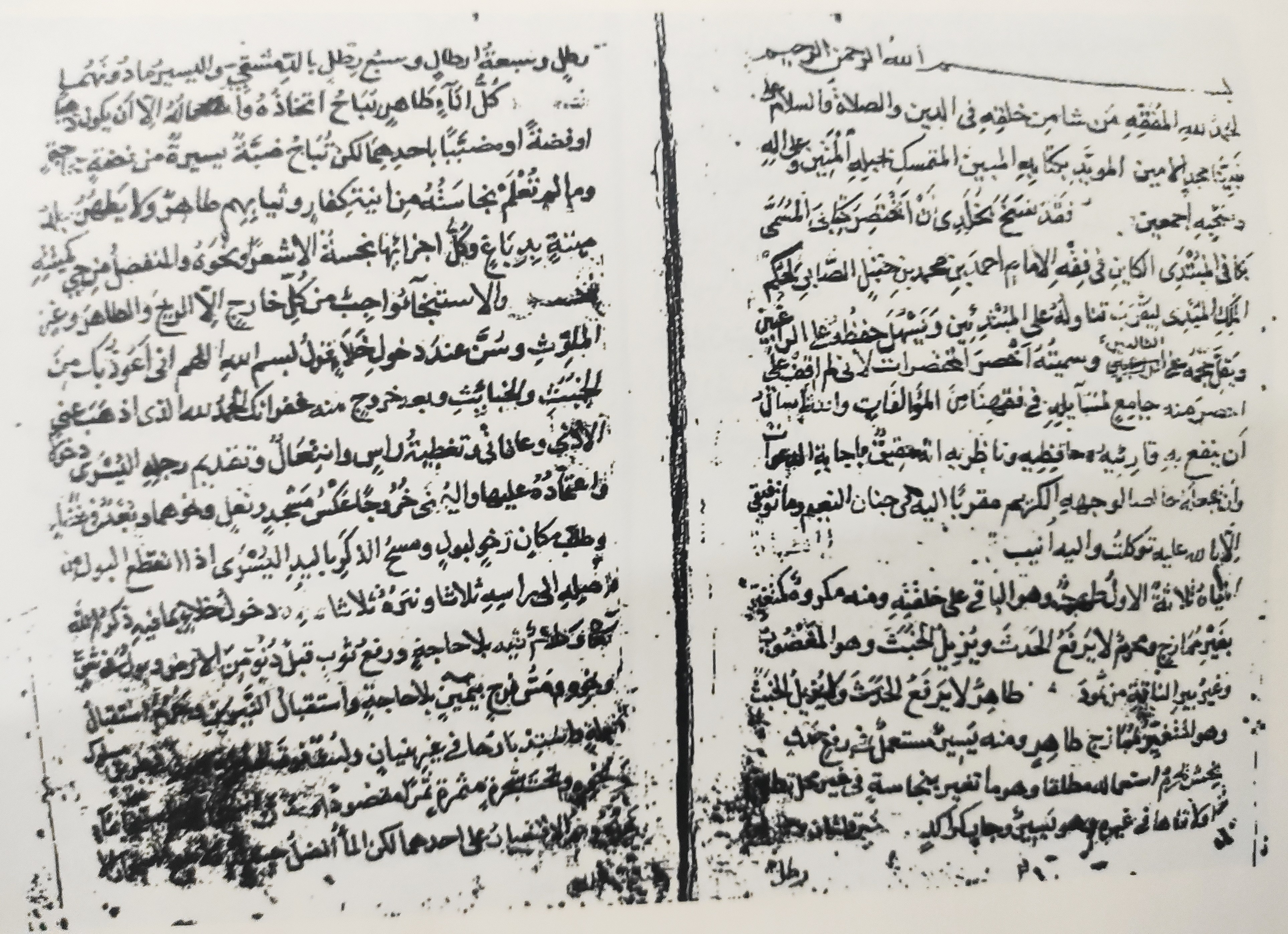
الصفحة الأولى والثانية من أخصر المختصرات من نسخة المكتبة الأحمدية

أُنشئت المكتبة الأحمدية في طنطا بمصر سنة 1316هـ/1898م في عهد عباس حلمي الثاني الخديوي بغرض تخزين الكتب والمخطوطات وكانت تحت إشراف شيوخ الجامع الأحمدي وبلغت مجلداتها 11.700 والمخطوط منها 1.500 وكلها في العلوم الشرعية والعربية والاجتماعية وفنون الأدب، ومن مخطوطاتها المحفوظة فيها نسخة من كتاب أخصر المختصرات بخط المؤلف ابن بلبان وهي مُطابقة للنسختين السابقتين من ناحية الخط والسطور والترتيب وليس عليها حواش أو تعليقات وعددها 44 ورقة وهي حاليًا مودعة في المكتبة المركزية للمخطوطات الإسلامية بوزارة الأوقاف المصرية تحت عنوان «مختصر كافي المبتدي» ورقمها العام: 148 والخاص: 366، وانتهى منها المؤلف في سنة 1058هـ.

### نسخة مكتبة مصطفى أفندي
أُسست المكتبة سنة 1741م بإسطنبول في عهد السلطان العثماني محمود الأول وتعرضت المكتبة لعدَّة تجديدات وكانت آخرها سنة 1992م ومع مرور الزمن زادت عدد الكتب فيها حتى احتوت في سنة 2010م على 25.905 كتاب ومن بينها ما يُقارب 3 آلاف مخطوطة، ومن ضمن المخطوطات نسخة من كتاب أخصر المختصرات بخط المؤلف وتُعدُّ نسخة مكتبة مصطفى أفندي أحدث النسخ الخطية لأخصر المختصرات التي بخط المؤلف فقد انتهى منها في نهار الثلاثاء 8 محرم 1063هـ ومكتوبة بخط جيد ومُصحَّحة وعددها 40 ورقة، تميزت هذه النسخة عن غيرها لاحتوائها على توضيح وتصحيح لبعض العبارات الموهمة التي تحتمل خلاف المذهب الحنبلي في النسخ السابقة، وهي حاليًا مودعة في مكتبة السليمانية بتركيا في إسطنبول ورقمها: 297.

## الطبعات

### دار البشائر الإسلامية

كتاب الطهارة من كتاب أخصر المختصرات لدار ركائز في الكويت، تُظهر الصورة نموذجًا من المنهج التحقيقي الذي سار عليه المحققان، حيث تظهر علامة المسألة المنفصلة: (*) والفروع بعلامة: (-) والأنواع بأرقام بينها معكوفتان: [1].

طُبع الكتاب عدَّة طبعات من مختلف دور النشر، ومنها دار البشائر الإسلامية في بيروت سنة 1416هـ/1996م بتحقيق وتعليق محمد بن ناصر العجمي ومعه حاشية ابن بدران، وحقَّقه بدايةً على نسختين والنسخة الأولى هي نسخة عبد الله الدحيان بخط المؤلف، بينما النسخة الثانية بخط الشارح عبد الرحمن البعلي. انتهى من الكتاب في نهار الجمعة 11 رجب 1147هـ وهي مُصوَّرة في مركز البحوث العلمية وإحياء التراث الإسلامي بجامعة أم القرى في مكة ورقمها في المركز 213 وتقع في 25 ورقة وعدد أسطرها 27 سطرًا، واعتمد على طبعة سابقة لأخصر المختصرات في دمشق سنة 1339هـ ومعها حاشية ابن بدران وكثُرت في طبعة دمشق الفروق والأخطاء المطبعية.

### دار ركائز
صَدر الكتاب من دار ركائر بالكويت في سنة 1438هـ/2017م بتحقيق عبد العزيز بن عدنان العيدان وأنس بن عادل اليتامى، وحقَّقاه من أربع نسخ بخط المؤلف؛ وهي نسخة عبد الله الدحيان ونسخة دار الكتب القطرية ونسخة المكتبة الأحمدية ونسخة مكتبة مصطفى أفندي، وقد بيَّن المحققان منهجهما في تحقيق الكتاب على النحو التالي:
1. الاعتماد على جميع النسخ الخطية والتوفيق بينها وإثبات أقربها للصواب والتردد إلى كتاب كافي المبتدي للاعتماد على ما هو موافقٌ له.
2. توثيق الآيات القرآنية وتخريج الأحاديث تخريجًا مختصرًا يتناسب مع المختصر.
3. ضبط كلمات المتن والاعتماد في ذلك على كتب اللغة والمعاجم.
4. شرح بعض كلمات المتن، واعتمادهما على كتاب المطلع على ألفاظ المقنع لمحمد بن أبي الفتح البعلي.
5. ترتيب مسائل الكتاب بحيث يسهُل على القارئ معرفة المسائل وفروعُها وأقسامُها، وقد رتَّباها على النحو التالي:
  1. جعلا لكل مسألة منفصلة علامةً قبلها وهي: (*).
  2. إذا كانت المسألة تحتها فروع، جعلا كل فرع في سطر تحت المسألة الأم، وأمامها علامة: (-).
  3. إذا كانت المسألة تحتها أنواع، جعلا أمام كل نوع رقمًا بين معكوفتين: [1].
  4. إذا ساق المؤلف جملة من المسائل، ثم ذكر بعدها حكمها جميعًا، وضعا كل مسألة في سطر وأمامها علامة: (-)، ثم جعلا الحكم المذكور في سطر دون أي علامة.
6. وضعا ترجمة للمؤلف من مصادر ترجمته وتعريفًا بالكتاب في مقدمة تحقيقهما.

## الشروحات

### المطبوعة

غلاف كتاب كشف المخدرات لشرح أخصر المختصرات لعبد الرحمن البعلي صادرة عن المطبعة السلفية بمصر، من أبرز الشروحات المطبوعة لكتاب أخصر المختصرات.

نال كتاب أخصر المختصرات مكانةً رفيعة عند الحنابلة فاعتنوا به وحفظوه وشرحوه واشتغلوا به ودرَّسوه وعدَّوه أول درجة يرتقي بها المبتدئ في المذهب الحنبلي، فيقول ابن بدران في كتابه المدخل إلى مذهب الإمام أحمد بن حنبل: «فالواجب الديني على المعلم إذا أراد إقراء المبتدئين أن يقرئهم أولًا كتاب أخصر المختصرات أو العمدة للشيخ منصور متنًا إن كان حنبليًا».
1. ولعلَّ أشهر الشروحات المطبوعة لأخصر المختصرات هو: كتاب كشف المخدرات لشرح أخصر المختصرات لعبد الرحمن البعلي (ت 1192هـ) ويعدُّ أول من شرح الكتاب شرحًا وافيًا[34] وهو من الكتب المُحرَّرة في المذهب ليس بالشرح الطويل ولا القصير، احتوى على تحريراتٍ دقيقةٍ جامعةٍ للُباب المذهب مشتملًا لجلِّ مسائله،[39] وذكر فيه القول الراجح عند أهل الترجيح من المتأخرين مثل الحجاوي والبهوتي.[39]
2. كذلك شرحه الإمام عثمان بن جامع (ت 1240هـ) في كتابه الفوائد المنتخبات في شرح أخصر المختصرات وصرح ابن جامع في مقدمة شرحه أنه اعتمد في الغالب على شرحي الإقناع والمنتهى للبهوتي.[40]
3. وألَّف ابن بدران (ت 1346هـ) حاشيةً لأخصر المختصرات صرح فيها بالمسائل التي تفرد بها المذهب الحنبلي عن بقية المذاهب وافتتح الحاشية بمقدمة مشتملة على بعض رؤوس المسائل الأصولية ثم ترجم للمؤلف ابن بلبان؛[41] وأثنى عبد الله الدحيان (ت 1349هـ) على حاشيته قائلًا: «وأمَّا أخصر المختصرات فهو مَشْروحٌ بشرح مُفِيد جدًا من إملاء الشيخ عبد القادر».[42]

وشاع في العصر الحديث نمطٌ في التأليف عند طلبة العلم بحيث يدوّنون الشروحات من الدروس العلمية التي يلقيها عليهم شيوخهم، ومن الأمثلة على ذلك:
1. كتاب "الدرر المبتكرات شرح أخصر المختصرات" لابن جبرين (ت 1430هـ) وهو في الأصل دروس ألقاها على الطلبة وقام بإعداده محمد أمان الجبرتي.[43]
2. وكتاب "إيضاح العبارات في شرح أخصر المختصرات" لصالح الفوزان وهو في الأصل دروس ألقاها الشيخ في مسجد الأمير متعب بن عبد العزيز آل سعود في الرياض بحي الملز، وقد استأذن منه تلميذه سلمان بن جابر بن عثمان المجلهم السويلم بإخراج دروسه لجمهور الأمة في كتابٍ فأذن له.[44]

واجتهد عددٌ من الباحثين المعاصرين في تأليف شروح لأخصر المختصرات ومن هذه الشروح:
1. كتاب "الحواشي السابغات على أخصر المختصرات" لأحمد بن ناصر القعيمي وكان في البداية شرحًا صوتيًّا ثم دونه القعيمي وحرَّره ونقَّحه مقتصرًا على الصحيح من المذهب،[45] وأثنى على شرحه كلٌّ من عبد العزيز بن عبد الله آل الشيخ ومحمد بن عبد الرحمن آل إسماعيل.[46]
2. وكتاب "الدلائل والإشارات على أخصر المختصرات" لعبد العزيز بن عدنان العيدان وأنس بن عادل اليتامى وفيه شرحا الكتاب بالتعليق عليه.[47]

واعتمد عامر بهجت على أسلوب السؤال والجواب في كتابه "أسئلة وإجابات على متن أخصر المختصرات" بحيث يعرض أسئلة من المتن وإجابتها مستخلصًا بذلك فوائد أخصر المختصرات.

### الصوتية
لم تقتصر شروحات أخصر المختصرات على الكتب المطبوعة فقد سار كثيرٌ من الشيوخ إلى شرح متون الحنابلة المتأخرين عبر التسجيلات الصوتية وبسبب عنايتهم بالكتاب كثُرت الشروحات الصوتية عليه ومن الشيوخ الذين شرحوا الكتاب صوتيًّا:
- أحمد بن ناصر القعيمي[وب 3]
- محمد بن أحمد باجابر[ا]
- عبد السلام الشويعر
- خالد المشيقح
- عبد الله السكاكر
- سامي الصقير
- أحمد بازمول
- ابن جبرين[50]
- مطلق الجاسر[وب 4]

## الترجمة

غلاف كتاب العبادات الحنبلية Hanbali acts of worship، يتضمن الكتاب جزءًا من متن أخصر المختصرات حيث إن ثُلُث الكتاب مترجمٌ من أخصر المختصرات إلى اللغة الإنجليزية.

مع مكانة أخصر المختصرات ساهم عددٌ من الباحثين الأجانب في ترجمته إلى لغاتهم الأم، ومن أبرز ترجمات أخصر المختصرات ترجمة موسى فيربر إلى اللغة الإنجليزية، وموسى فيربر شافعي المذهب إلا أنه درس المذهب الحنبلي لثلاث سنواتٍ على يد أبي إبراهيم بن بدران، وترجم زاد المستقنع إلى اللغة الإنجليزية، وبدأ بترجمة أخصر المختصرات في ديسمبر 2015 معتمدًا على طبعة دار البشائر الإسلامية بتحقيق محمد بن ناصر العجمي وأضاف بعض الملاحظات التوضيحية لبعض المصطلحات مستشهدًا بشرح البعلي في كتابه كشف المخدرات. طُبعت الترجمة سنة 2016 تحت عنوان «العبادات الحنبلية» (بالإنجليزية: Hanbali acts of worship). وذكر موسى فيربر في موقعه الرسمي أن الكتاب تناول فصول الطهارة والصلاة والزكاة والصيام والحج والجهاد، فيكون كتابه اشتمل على الثُّلُث الأول من أخصر المختصرات فقط.

## المسائل المخالفة للمذهب
لم يَخْلُ كتاب أخصر المختصرات من مسائل خالف فيها المعتمد في المذهب الحنبلي لوقوع الخلاف في بعض المسائل وتعدُّد روايات الإمام أحمد أو الاختلاف في تفسيرها، لذلك سار الحنابلة على مسالك لمعرفة الراجح والصحيح من المذهب وتُعرف بالمرجحات ومنها:
1. الترجيح من جهة الرواة عن الإمام أحمد
2. الترجيح من جهة شيوخ المذهب
3. الترجيح من جهة كتب المذهب

واشتهر عند المتأخرين من الحنابلة في سلكهم لمسار الترجيح من جهة كتب المذهب واعتمدوا على كتابي الإقناع والمنتهى واللجوء لكتاب غاية المنتهى لمرعي الكرمي (ت 1033هـ) في حال اختلف الإقناع والمنتهى، وفي كتاب أخصر المختصرات خالف ابن بلبان المذهب في 16 مسألة وغالبها في كتاب الصلاة، والمسائل التي خالفها:
1. مسألة طهارة المسكر الجامد، اختيار ابن بلبان أنه طاهر، والمذهب أنه نجس.
2. مسألة انتقاض وضوء المستحاضة ونحوها بخروج وقت الصلاة، اختيار ابن بلبان أن طهارتهم لا تنتقض، والمذهب أنه ينتقض.

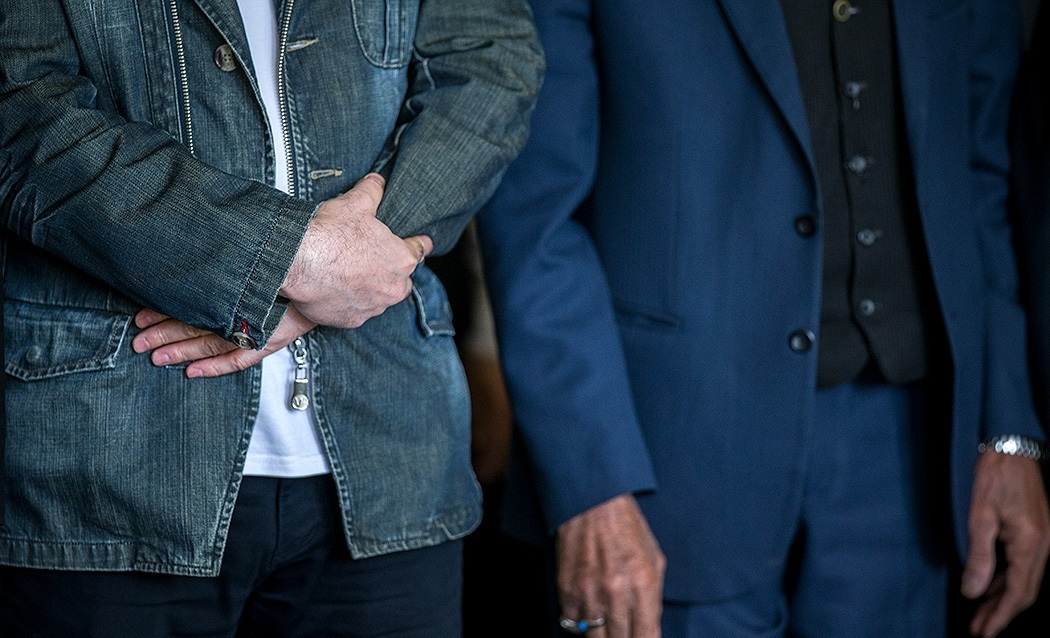
صلاة الجمعة في طهران تاريخ 16 مارس 2018، ويظهر مسلم سني (يسار) يصلي وبجانبه شيعي (يمين)، في حالة القيام يقبض السني يده اليمنى على اليسرى وهو اختيار ابن بلبان.

1. مسألة بطلان صلاة الإمام ببطلان صلاة المأموم إن لم ينو الإمام الانفراد، اختيار ابن بلبان هو بطلان صلاة الإمام، والمذهب أنها لا تبطل.
2. مسألة وقت قيام المأموم للصلاة، اختيار ابن بلبان أن يقوم عند قول المقيم «قد قامت الصلاة» وإن لم يرى الإمام، والمذهب أنه يقوم عند قول المقيم «قد قامت الصلاة» في حال رؤية الإمام وإلا فلا.
3. مسألة هيئة اليدين حال القيام في الصلاة، اختيار ابن بلبان أنها بقبض اليمنى على اليسرى، والمذهب أنها بوضع اليمنى على اليسرى.
4. مسألة محل سجود السهو إن سلَّم عن نقص، اختيار ابن بلبان إن سلَّم عن نقص أقل من ركعة فيسجد قبل السلام، والمذهب إن سلَّم عن نقصٍ مطلقًا -ركعة أو أقل أو أكثر- فيسجد بعد السلام.
5. مسألة قراءة الأطرش مع الإمام، اختيار ابن بلبان أنه لا يسن له القراءة مطلقًا، والمذهب أنه يسن ما لم يشغل من بجانبه.
6. مسألة إمامة المرأة والخنثى للرجال في صلاة التراويح، اختيار ابن بلبان أنه لا تصح إمامة المرأة للرجال مطلقًا، والمذهب أنه تصح في صلاة التراويح فقط إن كانت قارئة والرجال أُمِّيُّون وتقف خلفهم.
7. مسألة حكم الجمع في البيت للرجل الذي لا يلحقه مشقة المطر، اختيار ابن بلبان أنه مكروه، والمذهب أنه جائز غير مكروه
8. مسألة حكم قراءة سورة الكهف ليلة الجمعة، اختيار ابن بلبان أنه الوقت المستحب لذلك، والمذهب أنه يوم الجمعة فقط دون ليلتها.

1. مسألة الإسراع في تفريق الوصية، اختيار ابن بلبان أن الإسراع واجب، والمذهب أنه مستحب.
2. مسألة دفن اثنين فأكثر في قبر واحد لحاجة، اختيار ابن بلبان أنه لا يجوز إلا للضرورة فقط، والمذهب أنه جائز للضرورة أو الحاجة كذلك.

1. مسألة إنزال المجبوب أو المرأتين بالمساحقة في نهار رمضان، هل تجب عليهما الكفارة؟ اختيار ابن بلبان أنها لا تجب، والمذهب أنها تجب.

1. مسألة تغطية رأس المحرم بغير ملاصق، اختيار ابن بلبان أنه يجوز ولا فدية عليه، والمذهب أنه محرم وتجب فيه الفدية.
2. مسألة طواف القدوم فيمن لم يدخل مكة قبل يوم النحر، اختيار ابن بلبان أنه يسقط عنه طواف القدوم ويغني عنه طواف الإفاضة، والمذهب أن المستحب أن يأتي بطواف القدوم قبل طواف الإفاضة.

1. مسألة هل يُسهَم الكافر؟ اختيار ابن بلبان أنه لا يُرضخ للذمي ولا يُسهم له، والمذهب أنه يُسهم له.

## ثناء العلماء عليه

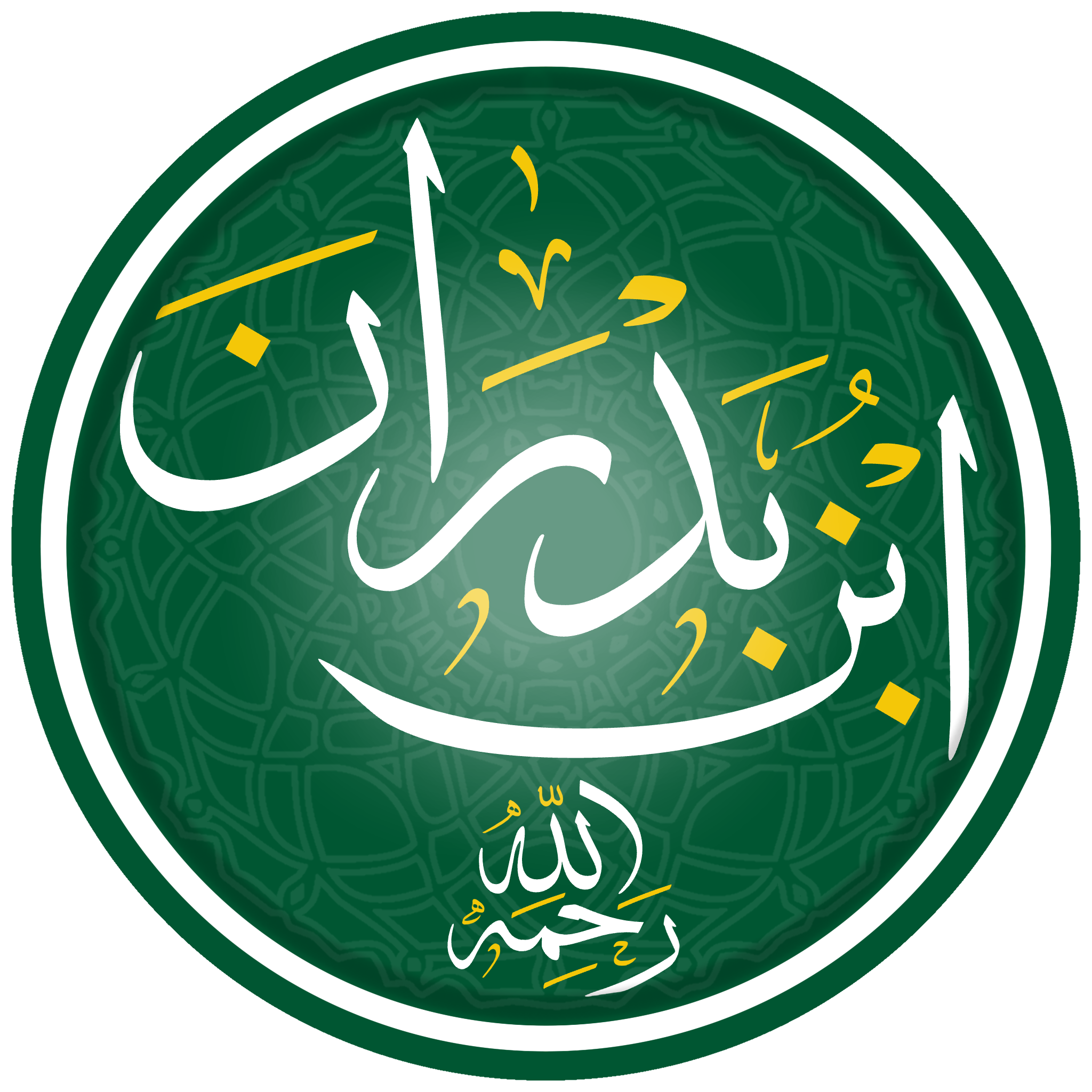
تخطيط اسم ابن بدران بخط الثُّلُث.

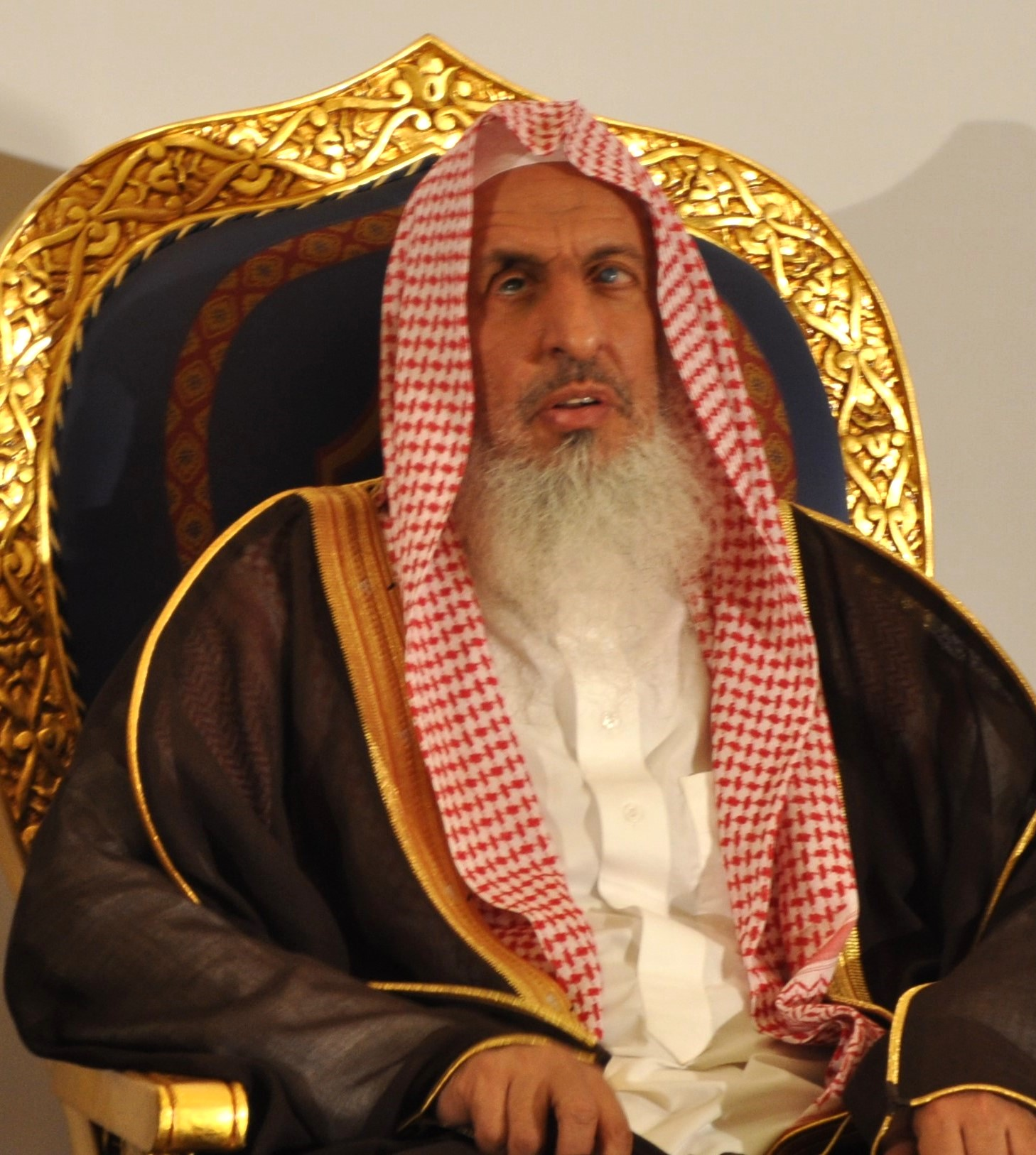
صورة لمفتي المملكة عبد العزيز آل الشيخ بتصوير أيمن ذو الغنى في 5 مايو (أيار) 2012م.

أثنى عددّ من العلماء على الكتاب لما له من فائدة في اختصار مسائل المذهب الحنبلي مع صِغَر حجمه، ومن العلماء الذين أثنوا عليه:
- قال محمد بن فضل الله المحبي (ت 1111هـ): «له من التآليف مُخْتَصر في مذهبه صغير الحجم كثير الفائدة».[5]
  - قال عبد الله بن خلف الدحيان (ت 1349هـ): «لعل المختصر الذي أشار إليه المحبي، وذكر أنَّه صغير الحجم وكثير الفائدة هو هذا الكتاب: أخصر المختصرات».[54]

- وصف عبد الرحمن البعلي (ت 1192هـ) الكتاب قائلًا: «غاية الوقع الحميد، وعظم النَّفْع للمريد».[55]
- قال كمال الدين الغزي (ت 1214هـ): «له من التآليف النافعة مختصرٌ في الفقه في المذهب، صغير الحجم، كثير الفائدة».[56]
- قال عثمان بن جامع (ت 1240هـ): «إني لما وقفت على الكتاب الموسوم بأخصر المختصرات…وجدته مع كونه في غاية الاختصار يشتمل على جل المسائل الكبار، ولا يستغني طالب العلم عن حفظه».[57]
- قال ابن بدران (ت 1346هـ): «تأملته فوجدته سهل العبارة، واضح المعاني، وهو على صغر حجمه إذا تأمَّله الذكي لا يحتاج في فهمه إلى موقِّف، وينتفع به الصغير والكبير وهو من المتون المعتمدة في المذهب».[58]
- يصف محمد بن عبد العزيز بن مانع (ت 1385هـ) الكتاب قائلًا: «هو عمدة في المذهب».[34]
- قال محمد بن سليمان الجراح (ت 1417هـ): «أسهل كتاب يبدأ به المتفقه في الدِّين على مذهب الإمام أحمد بن حنبل هو أخصر المختصرات، لأنه سهل العبارة، واضح المعاني، بعبارته الوجيزة، مع ما اشتمل عليه من أحكام وفوائِد قد لا توجد في غيره، وهو من الكتب المعتمدة في المذهب عند الأصحاب».[59]
- قال محمد سليمان الأشقر (ت 1430هـ): «ومن خير المختصرات في مذهب الإمام أحمد هذا المختصر - يقصد أخصر المختصرات -».[60]
- قال محمد بن عبد الله السبيل (ت 1434هـ): «جاء سلس اللفظ، واضح المعاني، مسبوك العبارة، مشتملًا على أهم المسائل».[61]
- قال صالح الفوزان: «هذا المختصر نال رضى العلماء والمؤلفين، فأقبلوا عليه يشرحونه ويوضحونه للناس ويستخرجون ما يشتمل عليه من المسائل».[62]
- قال عبد العزيز آل الشيخ: «كان من جادة جمعٍ من الحنابلة العناية به لسهولته على أصحاب المراحل الأولى في تعلم الفقه، فخدم بعدد من الشروح والحواشي والتدريس في المساجد وغير ذلك».[63]
- يصف محمد بن ناصر العجمي الكتاب قائلًا: «كتاب رَشِيقٌ، ومختَصَرٌ أنيق…بعبارة وجيزة، وأحكام غزيرة».[64]
- قال أحمد بن ناصر القعيمي: «وهو متن مختصر فيه فوائد وزوائد على متون مختصرة أطول منه، سهل العبارة، قليلها، احتوى على جملة صالحة من أمهات المسائل، وقد رتب مسائله وأبدع في ترتيبها، وفيه بركة كبيرة، فهو مع صغر حجمه إلا أنه كبير في معانيه».[65]
- قال مطلق الجاسر: «كتاب أخصر المختصرات…من أنفع ما يمكن أن يبدأ به طالب العلم».[وب 4]
- قال عامر بهجت: «إنَّ من الكتب المعتمدة في التدريس عند الحنابلة كتاب أخصر المختصرات».[66]

## الملاحظات
1. ↑  تُرجم إلى اللغة الروسية من مؤسسة الوسط الروسية سنة 2017م.[روس-وب 1]

### فهرس المراجع
الكتب والدوريات
عربية
1. ↑  [أ] الشطي (1986)، ص. 122.
[ب] ابن بلبان (1998)، ص. 10.
2. ↑  [أ] كحالة (1961)، ج. 9، ص. 100.
[ب] الغزي (1982)، ص. 231.
3. ↑  الحموي (2011)، ص. 222.
4. ↑  أبو المواهب (1990)، ص. 50.
5. 1 2  المحبي (1960)، ص. 402.
6. ↑  [أ] الغزي (1982)، ص. 233.
[ب] الزركلي (2002)، ج. 6، ص. 51.
7. ↑  الغزي (1982)، ص. 233.
8. ↑  ابن بلبان (2015)، ص. 28–29.
9. ↑  ابن بلبان (1998)، ص. 11.
10. 1 2 3 4  ابن بلبان (1996)، ص. 63.
11. 1 2  ابن بلبان (2017)، ص. 33.
12. ↑  ابن بلبان (2017)، ص. 47.
13. ↑  ابن بلبان (1996)، ص. 86.
14. ↑  البعلي (2002)، ص. 33.
15. ↑  ابن حميد (1996)، ص. 905.
16. ↑  اللبدي (1999)، ج. 1، ص. 64.
17. ↑  ابن بدران (1981)، ص. 445.
18. ↑  الزركلي (2002)، ج. 6، ص. 51.
19. 1 2 3  ابن بلبان (2017)، ص. 18.
20. ↑  ابن بلبان (2017)، ص. 18–19.
21. ↑  ابن بلبان (2019)، ص. 15.
22. 1 2  العجمي (1994)، ص. 54.
23. 1 2  ابن بلبان (2017)، ص. 27.
24. ↑  المنيس (2005)، ص. 301.
25. ↑  [أ] ابن بلبان (1996)، ص. 63.
[ب] ابن بلبان (2017)، ص. 27.
26. 1 2 3 4  ابن بلبان (2017)، ص. 28.
27. ↑  ابن بلبان (2017)، ص. 29.
28. ↑  ابن بلبان (1996)، ص. 76.
29. ↑  [أ] ابن بلبان (1996)، ص. 64.
[ب] القاسم (2000)، ص. 459، 461.
[جـ] ابن بلبان (2017)، ص. 21، 27.
30. ↑  الخطيب (1955)، ص. 70.
31. ↑  ابن بلبان (2017)، ص. 30.
32. 1 2  ابن بلبان (2017)، ص. 31.
33. 1 2  ابن بلبان (1996)، ص. 13–14.
34. 1 2 3  ابن بلبان (1996)، ص. 14.
35. ↑  ابن بلبان (2017)، ص. 6.
36. ↑  ابن بلبان (2017)، ص. 34–35.
37. ↑  ابن بلبان (2017)، ص. 19.
38. ↑  ابن بدران (1981)، ص. 487.
39. 1 2  البعلي (2002)، ص. 5.
40. ↑  ابن جامع (2003)، ج. 1، ص. 5، 24.
41. ↑  ابن بلبان (1996)، ص. 14، 77–84.
42. ↑  العجمي (1994)، ص. 191.
43. ↑  ابن بلبان (2017)، ص. 25–26.
44. ↑  الفوزان (2013)، ص. 5–6.
45. ↑  القعيمي (2018)، ص. 7.
46. ↑  القعيمي (2019)، ص. 3–4.
47. ↑  العيدان&اليتامى (2018)، ص. 5.
48. ↑  بهجت (2020)، ص. 5.
49. ↑  ابن بلبان (2017)، ص. 26.
50. ↑  القاسم (2000)، ص. 461.
51. ↑  بكر أبو زيد (1997)، ج. 1، ص. 293.
52. ↑  بكر أبو زيد (1997)، ج. 1، ص. 295.
53. ↑  العمري (2019)، ص. 327–328.
54. ↑  العجمي (1994)، ص. 85.
55. ↑  البعلي (2002)، ص. 34.
56. ↑  الغزي (1982)، ص. 233.
57. ↑  ابن جامع (2003)، ص. 5.
58. ↑  ابن بلبان (1996)، ص. 76.
59. ↑  ابن بلبان (1996)، ص. 6.
60. ↑  ابن بلبان (1996)، ص. 12.
61. ↑  ابن بلبان (1996)، ص. 9.
62. ↑  الفوزان (2013)، ص. 9.
63. ↑  القعيمي (2019)، ص. 3.
64. ↑  ابن بلبان (1996)، ص. 13.
65. ↑  القعيمي (2016)، ص. 77.
66. ↑  بهجت (2020)، ص. 7.

إنجليزية
1. ↑  Furber (2016), p. IX.
2. ↑  Furber (2016), p. X.

مواقع الشَّابِكَة
عربية
1. ↑  عبد الله بن حيي بوغانم السليطي (2 مارس 2025). "من الواقع..إعادة افتتاح دار الكتب القطرية". صحيفة الراية القطرية. مؤرشف من الأصل في 2025-03-31. اطلع عليه بتاريخ 2025-03-03.
2. ↑  "مكتبة عاطف أفندي". عاصمة الثقافة الأوروبية لعام 2010. 5 أبريل 2016. مؤرشف من الأصل في 2016-04-05. اطلع عليه بتاريخ 2025-03-05.
3. ↑  أحمد بن ناصر القعيمي (3 سبتمبر 2015). "شرح أخصر المختصرات - أحمد القعيمي". موقع الفقه في الدِّين. مؤرشف من الأصل في 2025-03-31. اطلع عليه بتاريخ 2025-03-13.
4. 1 2  مطلق الجاسر (12 فبراير 2017). "أخصر المختصرات (1) – مقدمة". الموقع الرسمي لمطلق الجاسر. مؤرشف من الأصل في 2025-04-27. اطلع عليه بتاريخ 2025-04-05.

إنجليزية
1. ↑  Musa Furber (23 Apr 2019). "Hanbali Acts of Worship". Musa Furber (بالإنجليزية). Archived from the original on 2025-03-13. Retrieved 2025-03-13.

روسية
1. ↑  "Ахсару ль-Мухтасарат". YouTube (بالروسية). 29 May 2017. Archived from the original on 2025-04-06. Retrieved 2025-04-06.

### بيانات المراجع (مُرتَّبة حسب تاريخ النشر)
الكتب
العربية
- محمد بن فضل الله المحبي (1960)، خلاصة الأثر في أعيان القرن الحادي عشر، بيروت: دار صادر، ج. 3، QID:Q132420761
- عمر رضا كحالة (1961)، معجم المؤلفين: تراجم مصنفي الكتب العربية (ط. 1)، دمشق: المكتبة العربية، مكتبة المثنى، دار إحياء التراث العربي، OCLC:4771170447، QID:Q113535201
- ابن بدران (1981)، المدخل إلى مذهب الإمام أحمد بن حنبل، تحقيق: عبد الله بن عبد المحسن التركي (ط. 2)، مؤسسة الرسالة، OCLC:956881339، QID:Q124424628{{استشهاد}}:  صيانة الاستشهاد: ref duplicates default (link)
- كمال الدين الغزي (1982)، النعت الأكمل لأصحاب الإمام أحمد بن حنبل (من سنة 901 – 1207 هجرية): وعليه زيادات واستدراكات حتى نهاية القرن الرابع عشر الهجري، تحقيق: محمد مطيع الحافظ، نزار أباظة (ط. 1)، دمشق: دار الفكر، LCCN:85962679، OCLC:20294881، OL:2705772M، QID:Q132456962
- محمد جميل الشطي (1986)، مختصر طبقات الحنابلة، تحقيق: فواز أحمد الزمرلي (ط. 1)، بيروت: دار الكتاب العربي، OCLC:61618791، QID:Q132420787
- أبو المواهب الحنبلي (1990)، مشيخة أبي المواهب الحنبلي، تحقيق: محمد مطيع الحافظ (ط. 1)، دمشق، بيروت: دار الفكر، دار الفكر المعاصر، LCCN:90962828، OCLC:24069477، OL:2021305M، QID:Q132440296
- محمد بن ناصر العجمي (1994)، علَّامة الكُوَيْت الشَّيْخ عبد الله الخَلَف الدَّحيَّان: حَياتُهُ وَمُراسَلَاتُهُ العِلْمِيَّة وَآثَارُه (ط. 1)، الكويت: مركز البحوث والدراسات الكويتية، OCLC:4770047280، QID:Q126712389
- ابن بلبان الحنبلي (1996)، كتاب أخصر المختصرات: في الفقه على مذهب الإمام أحمد بن حنبل، تحقيق: محمد بن ناصر العجمي (ط. 1)، بيروت: دار البشائر الإسلامية، LCCN:96963279، OCLC:476352666، OL:53037179M، QID:Q131552453
- محمد بن عبد الله بن حميد (1996)، السحب الوابلة على ضرائح الحنابلة، تحقيق: بكر بن عبد الله أبو زيد، عبد الرحمن العثيمين (ط. 1)، بيروت: مؤسسة الرسالة، ج. 2، QID:Q132810528
- بكر بن عبد الله أبو زيد (1997)، المدخل المفصل إلى فقه الإمام أحمد وتخريجات الأصحاب، الرياض: دار العاصمة، OCLC:4769939084، QID:Q125915731
- ابن بلبان الحنبلي (1998)، مختصر الإفادات في رُبْع العبادات والآداب وزيادات، تحقيق: محمد بن ناصر العجمي (ط. 1)، بيروت: دار البشائر الإسلامية، LCCN:99897202، OCLC:41968193، OL:23569611M، QID:Q131552502
- عبد الغني اللبدي (1999)، حاشية اللبدي على نيل المآرب في الفقه الحنبلي، تحقيق: محمد سليمان الأشقر (ط. 1)، بيروت: دار البشائر الإسلامية، LCCN:99897473، OCLC:50383360، OL:52638032M، QID:Q131596850
- عبد العزيز بن إبراهيم بن قاسم (2000). الدليل إلى المتون العلمية (ط. 1). الرياض: دار الصميعي. ISBN:9960-36-159-4. LCCN:99901355. OCLC:45586282. OL:13210268M. QID:Q133802866.
- عبد الرحمن البعلي (2002)، كشف المخدرات والرياض المزهرات لشرح أخصر المختصرات، تحقيق: محمد بن ناصر العجمي (ط. 1)، بيروت: دار البشائر الإسلامية، ج. 1، QID:Q132528432
- خير الدين الزركلي (2002)، الأعلام: قاموس تراجم لأشهر الرجال والنساء من العرب والمستعربين والمستشرقين (ط. 15)، بيروت: دار العلم للملايين، OCLC:1127653771، QID:Q113504685
- عثمان بن جامع (2003)، الفوائد المنتخبات في شرح أخصر المختصرات، تحقيق: عبد السلام بن برجس آل عبد الكريم (ط. 1)، بيروت: مؤسسة الرسالة، ج. 1، QID:Q133092405
- وليد عبد الله المنيس (2005). عالم الكويت وفقيهُها وفرضيُّها مُحمَّد بن سُلَيْمان آل جَرَّاح: سيرتُه ومراسلاتُه وآثارُه العِلميَّة (ط. 2). الكويت: مركز البحوث والدراسات الكويتية. ISBN:99906-56-26-6. OCLC:1240701919. QID:Q126946716.
- مصطفى بن فتح الله الحموي (2011)، فوائد الارتحال ونتائج السفر في أخبار القرن الحادي عشر، تحقيق: عبد الله محمد الكندري (ط. 1)، بيروت: دار النوادر، OCLC:759989396، OL:44514451M، QID:Q132473411
- صالح الفوزان (2013). إيضاح العبارات في شرح أخصر المختصرات على مذهب الإمام أحمد بن حنبل. تحقيق: سلمان بن جابر عثمان المجلهم السويلم (ط. 1). الكويت: مكتبة الإمام الذهبي. ج. 1. ISBN:978-603-00-9559-9. QID:Q133179023.
- ابن بلبان الحنبلي (2015). قلائد العِقْيان في اختصار عقيدة ابن حمدان. تحقيق: عبد الله بن محمد العبد الله (ط. 1). جدة: دار المنهاج. ISBN:978-9953-541-58-7. LCCN:2018347839. OCLC:1154004511. QID:Q131552558.
- أحمد بن ناصر القعيمي (2016)، مدارج تفقه الحنبلي: رسمٌ لمنهج التفقه على المذهب الحنبلي وإطلالةٌ على عمد مؤلفاته (ط. 2)، لندن: تكوين، QID:Q126950502
- ابن بلبان الحنبلي (2017). أخصر المختصرات. تحقيق: عبد العزيز بن عدنان العيدان، أنس بن عادل اليتامى (ط. 1). الكويت: دار ركائز. ISBN:978-603-8219-18-8. QID:Q131552409.
- عبد العزيز بن عدنان العيدان؛ أنس بن عادل اليتامى (2018)، الدلائل والإشارات على أخصر المختصرات (ط. 1)، الكويت: دار ركائز، ج. 1، QID:Q133181332
- أحمد بن ناصر القعيمي (2018)، الحواشي السابغات على أخصر المختصرات (ط. 1)، الكويت: دار أسفار، مكتبة أهل الأثر، QID:Q133180767
- ابن بلبان الحنبلي (2019)، كافي المبتدي من الطلاب، تحقيق: أحمد بن نجيب بن عبد العزيز السويلم (ط. 1)، الكويت: دار ركائز، OCLC:1165642831، OL:44004639M، QID:Q131552478
- أحمد بن ناصر القعيمي (2019)، الحواشي السابغات على أخصر المختصرات (ط. 3)، الكويت: دار أسفار، QID:Q133310678
- عامر بهجت (2020). أسئلة وإجابات على متن أخصر المختصرات (ط. 1). مكة المكرمة: دار طيبة الخضراء. ISBN:978-603-8259-94-8. QID:Q133282426.

الإنجليزية
- Musa Furber (2016). Hanbali acts of worship: from Ibn Balbān's The Supreme Synpopsis (PDF) (بالإنجليزية). Kuala Lumpur: Islamosaic Publishing. ISBN:978-1-944904-03-6. OCLC:1012493056. OL:44266372M. QID:Q133149189.

الدوريات
العربية
- أحمد محمد الخطيب (1955). "مخطوطات المكتبة الأحمدية بطنطا". مجلة معهد المخطوطات العربية. ج. 1 ع. 1: 70. ISSN:1110-2209. QID:Q132954354.
- عبد الله بن محمد بن عبد الله العَمْري (30 يونيو 2019). "مخالفات ابن بلبان في أخصر المختصرات لمعتمد المذهب عند متأخري الحنابلة في العبادات: جمعًا ودراسةً". مجلة القلم. اليمن: جامعة القلم للعلوم الإنسانية والتطبيقية. ج. 6 ع. 13. DOI:10.35695/1946-000-013-010. ISSN:2410-5228. OCLC:9503969265. QID:Q133514421.

## وصلات خارجية
- أخصر المختصرات على موقع المكتبة المفتوحة (الإنجليزية)
- أخصر المختصرات على موقع كتب جوجل (الإنجليزية)
- عبد السلام الشويعر (22 يناير 2013). "شرح أخصر المختصرات". يوتيوب. اطلع عليه بتاريخ 2025-03-07.
- محمد بن أحمد باجابر (26 أغسطس 2013). "شرح أخصر المختصرات". يوتيوب. اطلع عليه بتاريخ 2025-03-05.